# (52621) 1997 VW4
1997 في دابليو 4 (ويعرف أيضًا باسم (52621) 1997 في دابليو 4 وفق تسمية الكوكب الصغير) (بالإنجليزية: 1997 VW4)‏ هو كويكب ضمن حزام الكويكبات؛ وترتيبه 52621 من حيث الاكتشاف.
اكتُشف هذا الجُرم الفلكي بواسطة تاكيشي أوراتا ‏ في 4 نوفمبر 1997.

## وصلات خارجية
- (52621) 1997 VW4 في قاعدة بيانات مختبر الدفع النفاث لأجرام النظام الشمسي الصغيرة

- الاكتشاف · مخطط المدار ·  العناصر المدارية · المعلمات المادية

- (52621) 1997 VW4 على موقع ويكي سكاي: DSS2, SDSS, GALEX, IRAS, Hydrogen α, X-Ray, Astrophoto, Sky Map, Articles and images